# جون بلايث
جون بلايث هو سياسي كندي، (ولد في جيلف في كندا 1849  م). نشط حزبياً في حزب أونتاريو المحافظ التقدمي. وقد انتخب عضو برلمان مقاطعة أونتاريو ‏.